# Boros Béla (politikus)
Boros Béla (Budapest, 1926. július 8. – Budapest, 1981. november 28.) újságíró, pártmunkás.

## Életútja
1941-től nyomdásztanonc volt, később az Athenaeum Nyomdában dolgozott mint gépszedő. 1947-48-ban országos ifjúsági titkára volt a Nyomdász Szakszervezetnek, 1948 és 1950 között pedig a szervezési osztályának helyettes vezetőjeként működött. 1950-től 1956-ig a Magyar Dolgozók Pártja Központi Vezetőségnél, 1956 és 1963-ban között a Magyar Szocialista Munkáspárt Központi Bizottsága Agitációs és Propaganda Osztályánál volt politikai munkatárs. 1963-tól 1981-ben bekövetkezett haláláig a Központi Sajtószolgálatnál dolgozott mint főszerkesztő.
Felesége : Eckman Éva 
Fia : dr. Boros István